# Ronaldo Carletto
Ronaldo Carletto (Conceição da Barra, 5 de janeiro de 1960) é um empresário do setor de transportes e político brasileiro filiado ao Avante. Foi duas vezes deputado federal por este estado.

## Carreira
Seu primeiro mandato eletivo foi como deputado estadual na Bahia, eleito em 2002 pelo antigo PPB, que deu origem ao PP, partido ao qual é filiado até os dias atuais. Foi reeleito em 2006 e em 2010. Em 2014 candidatou-se a uma vaga na Câmara dos Deputados, sendo o quinto mais votado entre os eleitos, obtendo 148.628 voto.

### Queda de helicóptero
Por volta das 19 horas de 19 de setembro de 2012 um helicóptero modelo Esquilo D4, pertencente a Ronaldo Carletto, caiu e explodiu, matando o piloto Mário Barbosa Lopes. O deputado não estava a bordo. O aparelho tinha apenas 1 mês de uso e somente 75 horas de voo, e foi encontrado por trabalhadores rurais no início da manhã do dia seguinte, a 1.500 metros do Braço Sul do Rio Jucuruçu, também conhecido por “Rio do Sul”, no município de Itamaraju. O helicóptero tocou com a hélice no chão e se arrastou por cerca de 70 metros até explodir. Com a explosão tudo ficou destruído, mas o plano de voo, que acabou sendo levado pelo vento para o meio do mato, foi encontrado durante uma varredura na região. A aeronave voltava de Teófilo Otoni, Minas Gerais onde, 25 minutos antes, havia deixado o Deputado Federal Fabinho Ramalho, que retornava de um período de descanso em Porto Seguro. O laudo preliminar, elaborado em conjunto pela Coordenação do Departamento de Polícia Técnica de Teixeira de Freitas e pelo Centro de Investigação e Prevenção de Acidentes Aeronáuticos (CENIPA) de Recife, a causa da queda seria uma pane no motor, motivada por falha mecânica. Segundo testemunhas da fazenda onde ocorreu o acidente, antes da que, o helicóptero passou sobrevoando baixo e soltando faíscas. Entretanto, os peritos dizem que as testemunhas podem ter confundido o potente farol do helicóptero com labaredas.

### 55.ª Legislatura
Em abril de 2017 votou a favor da Reforma Trabalhista. Em agosto de 2017, esteve ausente no processo em que se pedia abertura de investigação do então Presidente Michel Temer, ajudando a arquivar a denúncia do Ministério Público Federal.

## Controvérsias

### Irmão preso
O empresário Paulo Carletto, irmão de Ronaldo Carletto, foi preso pela Polícia Civil da Bahia em 24 de novembro de 2009, na cidade de Itabuna, acusado de participação em um esquema de fraudes para concessão de linhas em empresas de transportes intermunicipais, área de atuação da família Carletto. Na mesma operação foi preso o ex-diretor da Agência Estadual de Regulação de Serviços Públicos, Lomanto Neto, filho do ex-governador Lomanto Júnior, e a advogada Ana Luzia Velanes, na ocasião concorrendo em uma das chapas da eleição da seção baiana da OAB.

### Contas rejeitadas
O Tribunal Regional Eleitoral da Bahia rejeitou as contas da campanha do deputado Ronaldo Carletto, relativas às eleições de 2014. No entanto, ele recorreu da sentença.

### Crime contra o Sistema Financeiro
Carletto é investigado juntamente com outros dois Deputados Federais baianos, Arthur Maia e João Carlos Bacelar Batista, por crimes contra o Sistema Financeiro Nacional. A origem do processo é um relatório do Conselho de Controle de Atividades Financeiras (Coaf) que reuniu informações sobre movimentações financeiras atípicas realizadas pelos três parlamentares.